# Dehui
Dehui (德惠 ; pinyin : Déhuì) est une ville de la province du Jilin en Chine. C'est une ville-district placée sous la juridiction de la ville sous-provinciale de Changchun.

## Démographie
La population du district était de 902 885 habitants en 1999.